# Gani Lawal
Gani Oladimeji Lawal jr. (College Park, 7 novembre 1988) è un cestista statunitense con cittadinanza nigeriana, che gioca come centro.

## Carriera
Viene selezionato con la 46ª scelta assoluta dai Phoenix Suns al draft 2010. Ha successivamente disputato la Summer League con la maglia dei Suns. Il 2 agosto 2010 firma un contratto con i Suns. Il 16 novembre 2010, senza essere mai sceso in campo con la maglia dei Suns, viene assegnato agli Iowa Energy, in D-League. Il 31 dicembre 2010 fa il suo debutto i Suns contro i Detroit Pistons, mettendo a referto solo un fallo; il successivo 6 gennaio si rompe il legamento crociato anteriore del ginocchio destro, chiudendo di fatto la stagione 2010-2011.
Durante il Lockout 2011, firma con lo Zielona Góra, in Polska Liga Koszykówki; alla fine del lockout viene tagliato dai Suns. Successivamente firma con i San Antonio Spurs, ma viene tagliato dopo il training camp. In seguito viene ingaggiato dagli Xinjiang Flying Tigers per sostituire Kenyon Martin. Subito prima dell'inizio dei play-off, viene però tagliato e sostituito da Ike Diogu. Poco dopo firma nuovamente con lo Zielona Góra, ma viene tagliato dopo poche settimane perché "non era lo stesso giocatore che aveva iniziato la stagione con la squadra". Nell'aprile 2012 firma con il Roanne, club militante in Pro A, fino al termine della stagione.
Nell'agosto 2012 firma con la Virtus Roma. Con la maglia della Virtus disputa una buona stagione, con una media di 13,7 punti, 8,4 rimbalzi e 1,5 stoppate a partita.
Nel luglio 2013 firma con il Guangzhou Liu Sui, giocando con la nuova squadra due partite. Il 9 agosto 2013 firma un contratto annuale con il VEF Rīga, club militante in LBL. Il 1º ottobre 2013 decide però di saltare una trasferta della squadra in Eurolega; l'allenatore della squadra esprimerà in seguito il suo disappunto per l'atteggiamento del giocatore. Il 3 ottobre 2013 rescinde ufficialmente il suo contratto con la squadra. Il 5 ottobre 2013 firma con i Philadelphia 76ers, ma viene tagliato il successivo 27 ottobre. Il 3 novembre 2013 firma con l'Olimpia Milano fino al termine della stagione.
Nell'agosto 2014 viene ingaggiato dal Trabzonspor. Il 31 gennaio 2015 rescinde il suo contratto con la squadra turca per firmare con il Panathinaikos. Il successivo 11 maggio rescinde il suo contratto anche con la squadra greca.
Il 13 luglio 2015 firma un contratto annuale con l'Olimpia Milano, facendo ritorno alla squadra meneghina dopo appena un anno. Il successivo 27 novembre rescinde però il suo contratto dopo aver disputato appena 5 partite di Serie A e 3 partite di Eurolega.
Il 1º dicembre 2015 viene ingaggiato dai Delaware 87ers, in D-League. Il 12 dicembre realizza 10 punti e 10 rimbalzi contro i Westchester Knicks. Il 30 dicembre viene ceduto proprio ai Knicks in cambio di una seconda scelta al draft 2016. Il successivo 2 gennaio debutta con la nuova maglia proprio contro Delaware, realizzando 9 punti, 5 rimbalzi, 2 palle rubate e una stoppata in 21 minuti. Il 23 febbraio viene ceduto ai Reno Bighorns insieme ad una quarta scelta al draft 2016 in cambio dei diritti su Ra'Shad James ed una sesta scelta al draft 2016. Tre giorni dopo ha debuttato con la nuova maglia, realizzando 11 punti e 12 rimbalzi in 14 minuti contro i Santa Cruz Warriors.
Il 15 aprile 2016 viene ingaggiato dall'Al-Ahli, società militante nel campionato emiratino di pallacanestro.
Il 6 luglio 2016 torna in Italia, firmando un contratto di un anno con la Pallacanestro Cantù.
Il 30 novembre 2016 passa alla Dinamo Sassari, che cercò di acquisirlo inutilmente nell'estate del 2015.
Il 26 luglio 2017 firma un contratto annuale con il Karesi Spor, squadra della seconda divisione turca. Dopo essere stato messo fuori squadra per motivi disciplinari, il 13 gennaio 2018 passa al Petrochimi Bandar Imam.
Il 31 luglio 2018 sbarca in Giappone firmando con gli Shiga Lakestars.

## Palmarès

### Squadra
- Campionato italiano: 1

Milano: 2013-14
- Coppa di Grecia: 1

Panathinaikos:	2014-15

### Individuale
- McDonald's All-American Game (2007)